# En svensk tiger

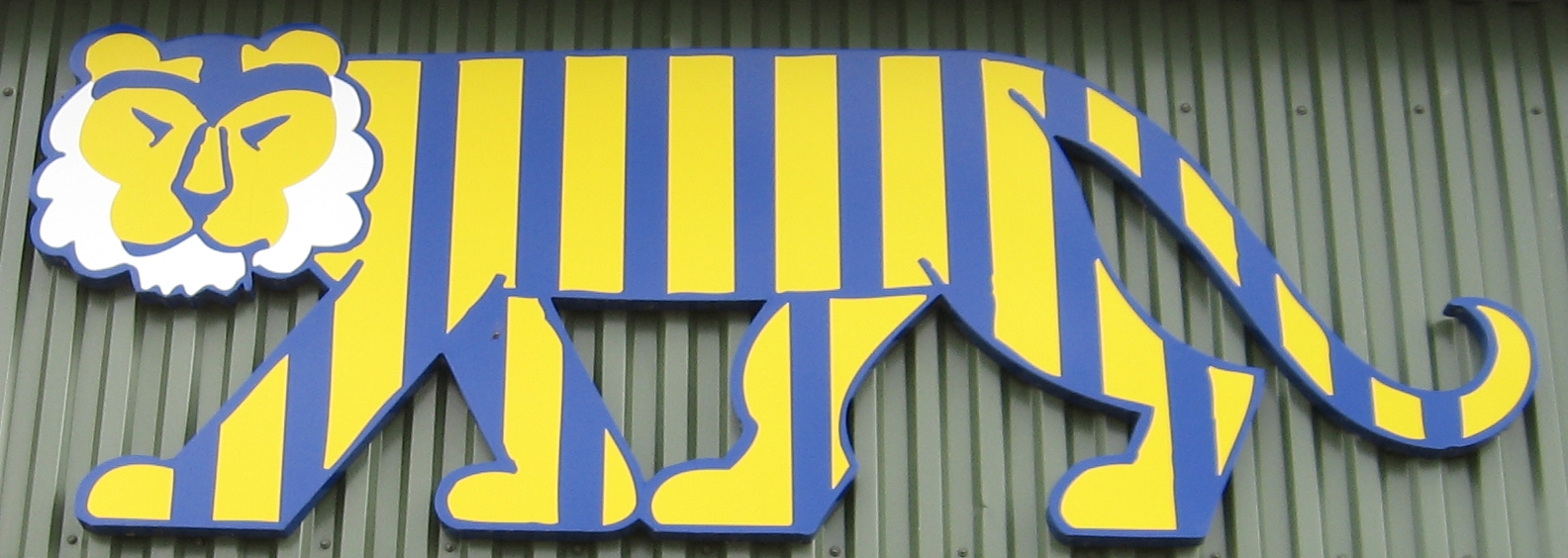
En svensk tiger 로고

En svensk tiger (ɛn ˈsvɛnsk ˈtiːɡɛr)는 제2차 세계대전 중 스웨덴의 비밀주의를 고취시킴으로써 첩보 행위를 막기 위한 슬로건 겸 프로파간다 캠페인이다.

## 설명
스웨덴어로 svensk는 스웨덴의 형용사이며, 또한 스웨덴인의 명사이다. 그리고 tiger는 호랑이란 뜻도 있지만, 동사의 현재 시점으로 "기밀을 지키다" 란 뜻이 있다. 즉 En svensk tiger는 "스웨덴 호랑이" 혹은 "스웨덴 인은 침묵하다"란 뜻이 된다.

## 사용
이 En svensk tiger의 유명한 포스터는 버틸 알름크비스크(Bertil Almqvist)가 1941년에 만든 것으로, 스웨덴 국가 정보 위원회(스웨덴어: Statens informationsstyrelse, SIS)에서 사용되었다. 이 포스터는 곧 Vaksamhetskampanjen(스웨덴 경계 캠페인)의 주요 슬로건이 되었으며, 같은 년도에 스웨덴 국방정보를 해하는 정보를 노출하지 말자는 용도로 사용되었다.

## 법적 분쟁
알름크비스크는 1972년에 사망하였으며, 이 포스터의 저작권과 로고는 군사 준비 박물관(스웨덴어: Beredskapsmuseet)로 이전되었다. 그후 저작권 없이 쓴 스웨덴군(스웨덴 군사정보부 (Militära underrättelse- och säkerhetstjänsten, MUST)과 11년간의 법적 분쟁을 벌였으며, 2008년 스웨덴군으로부터 70만 스웨덴 크로나를 받게 된다.